# Видин (порт)
Порт Видин (болг. Пристанище Видин) — болгарский речной порт, расположенный в городе Видин на побережье реки Дунай.
Территория и акватория порта представляют собой государственную собственность: к этой территории относится участок, начиная от отметки в 789 км и заканчивая до отметки в 791,3 км на реке Дунай. Порт был зарегистрирован в 1994 году как коммерческое общество под названием «Пристанище Видин» ЕООД, полный пакет акций которого принадлежал государству. Свою деятельность порт осуществляет согласно законам Болгарии. Он состоит из двух частей — так называемый центральный порт или порт Центр (болг. Пристанище Център) и южный порт или порт Юг (болг. Пристанище Юг).

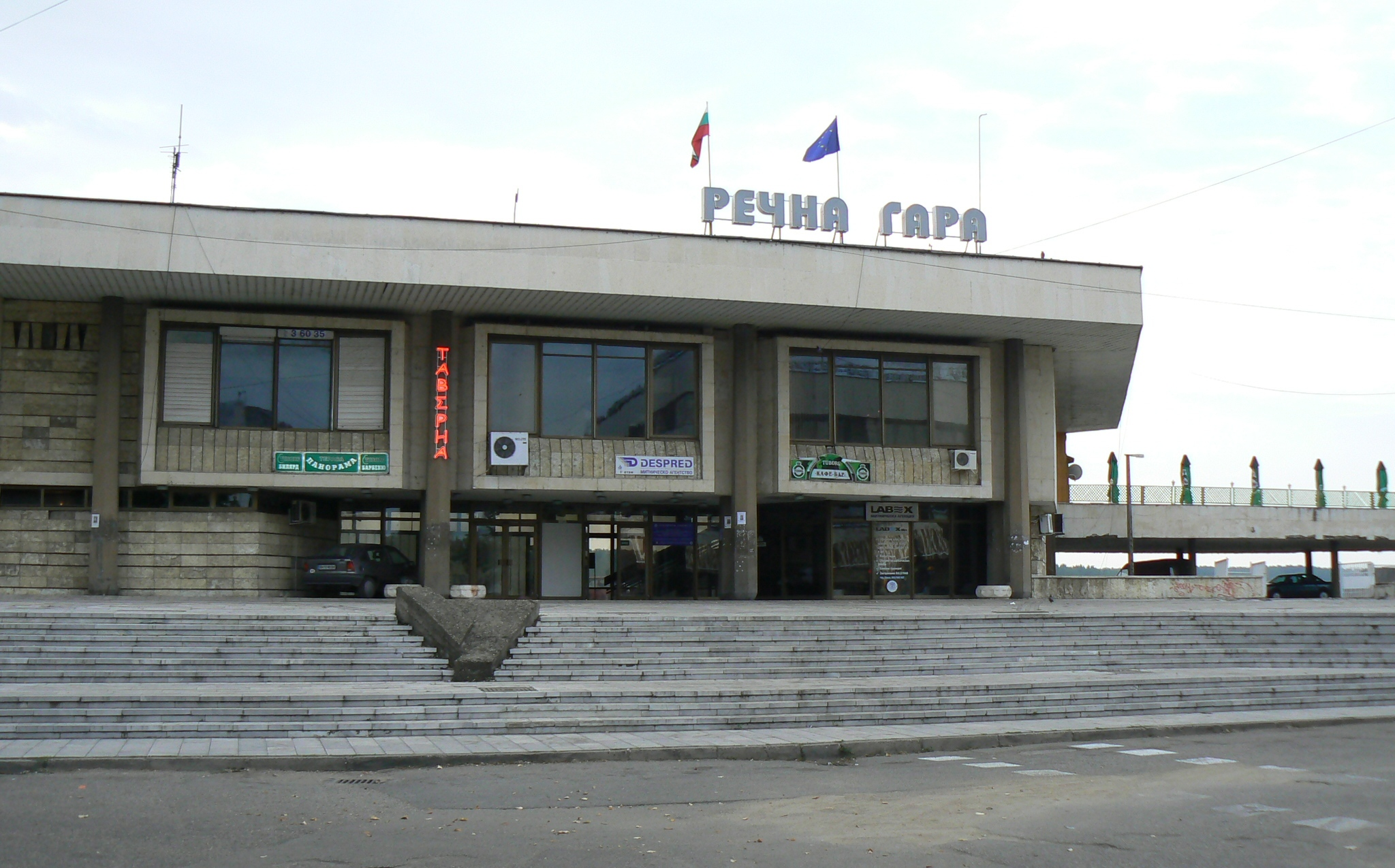
Речной вокзал центрального порта Видина

Это первый крупный порт на болгарском участке Дуная, соединяя маршруты Ро-Ро Видин — Пасау Ро-Ла и Видин — Калафат.

## Центральный порт
Центральный порт располагается в центральной городской части в пределах отметок 789 км — 791,3 км на реке Дунай, его площадь составляет 17 тыс. м² (или 17 декаров). Причальная стенка протяжённостью 1440 м, наклонного типа. Перед доком монтированы четыре понтона для приёма и погрузки товаров на болгарские и иностранные суда с входным и выходным контролем. Существующее здание речного вокзала хорошо связано в плане логистики с тремя транспортными объектами, предназначенными для перевозки пассажиров: главным железнодорожным вокзалом, автовокзалом и речным вокзалом. Оно сокращает маршруты для путешествия пассажиров (прибывающих и убывающих) без использования дополнительного автотранспорта.

## Южный порт
Южный порт расположен в южной промышленной зоне в пределах отметок 785 км — 785,2 км на реке Дунай, его площадь составляет 48 тыс. м² (или 48 декаров). Был создан для обслуживания химического завода «Видахим». Предназначен для приёма и хранения навалочных и обычных грузов, не требующих особых условий обработки. Причальная стенка протяжённостью 200 м, наклонного типа. Погрузка и разгрузка осуществляется при помощи электропортальных кранов, оборудованных всеми необходимыми устройствами для захвата объекта. Работает в прямом и непрямом режимах. Основной груз — уголь.